# Conclave de 1404
Le conclave de 1404 se déroule à Rome, du 10 au 17 octobre 1404, à la suite de la mort de Boniface IX. Ce conclave aboutit à l'élection du cardinal Cosimo de' Migliorati ou Cosmato Gentile de' Migliorati qui prend le nom pontifical d'Innocent VII. Cette élection se déroule durant le grand Schisme d'Occident et la papauté d'Avignon : Benoît XIII porte également le titre de pape depuis le 28 septembre 1394. Celui-ci est actuellement considéré comme antipape.

## Contexte de l'élection

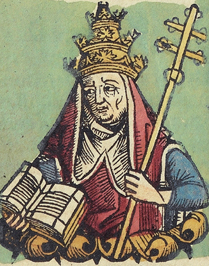
Innocent VII dans la chronique de Nuremberg

Ce conclave se déroule à l'époque du Grand Schisme d'Occident. Plusieurs ecclésiastiques et laïcs ont exhorté les cardinaux romains à ne pas élire le successeur du pape Boniface IX et à reconnaître Benoît XIII d'Avignon comme pape ou, du moins, à attendre sa mort et seulement ensuite à élire le nouveau pape. Parmi les partisans de ce point de vue se trouvait le cardinal protodiacre Louis de Fiesque (Ludovico Fieschi) qui n'a pas participé au conclave et plus tard n'a pas reconnu son résultat.
Malgré cela, neuf cardinaux présents à Rome sont entrés en conclave le 10 octobre. Ils signèrent d'abord la capitulation du conclave, qui obligeait les électeurs à tout faire pour rétablir l'unité de l'Église.
Après sept jours de délibérations, le cardinal chambellan Cosimo de 'Migliorati est élu pape à l'unanimité, prenant le nom d'Innocent VII. Cinq jours plus tard, le cardinal Fieschi abandonna officiellement l'obédience romaine et reconnut Benoît XIII d'Avignon comme un vrai pape, de sorte que le rite du couronnement papal du 11 novembre 1404 fut accompli par le nouveau cardinal-diacre Landolfo Maramaldo.

## Cardinaux-électeurs

### Cardinaux-électeurs présents au conclave
| Nom                        | Pays                   | Titre                                               | Fonction                                                                       | Naissance        | Pape        | Consistoire      |
| -------------------------- | ---------------------- | --------------------------------------------------- | ------------------------------------------------------------------------------ | ---------------- | ----------- | ---------------- |
| Angelo Acciaioli           | république de Florence | Cardinal-évêque d'Ostie-Velletri                    | Doyen du Collège des cardinaux                                                 | 15 décembre 1340 | Urbain VI   | 17 décembre 1384 |
| Francesco Carbone          | Royaume de Naples      | Cardinal-évêque de Sabina                           | Pénitencier apostolique; archiprêtre de la basilique Saint-Jean-de-Latran      | c. 1350          | Urbain VI   | 17 décembre 1384 |
| Angelo d'Anna de Sommariva | Duché de Milan         | Cardinal protoprêtre de Sainte-Pudentienne          |                                                                                | c. 1340          | Urbain VI   | 17 décembre 1384 |
| Enrico Minutoli            | Royaume de Naples      | Cardinal protoprêtre de Sainte-Anastasie            | Camerlingue du Sacré Collège; archiprêtre de la basilique Sainte-Marie-Majeure | c. 1350          | Boniface IX | 18 décembre 1389 |
| Cosimo de' Migliorati      | Royaume de Naples      | Cardinal protoprêtre de Sainte-Croix-de-Jérusalem   | Camerlingue de la Sainte Église romaine                                        | c. 1336          | Boniface IX | 18 décembre 1389 |
| Cristoforo Maroni          | États pontificaux      | Cardinal protoprêtre de Saint-Cyriaque-des-Thermes  | Archiprêtre de la basilique Saint-Pierre du Vatican                            | c. 1350          | Boniface IX | 18 décembre 1389 |
| Antonio Caetani            | États pontificaux      | Cardinal protoprêtre de Sainte-Cécile-du-Trastevere | Patriarche émérite d'Aquilée                                                   | c. 1360          | Boniface IX | 27 février 1402  |
| Landolfo Maramaldo         | Royaume de Naples      | Cardinal-diacre de Saint-Nicolas-en-Prison          | Cardinal protodiacre                                                           | c. 1350-1355     | Urbain VI   | 21 décembre 1381 |
| Rinaldo Brancaccio         | Royaume de Naples      | Cardinal-diacre de Saints-Vit-Modeste-et-Crescenzia |                                                                                | c. 1350-1360     | Urbain VI   | 17 décembre 1384 |

### Cardinaux-électeurs absents au conclave
| Nom               | Pays                | Titre                                    | Fonction                                                 | Naissance | Pape        | Consistoire      |
| ----------------- | ------------------- | ---------------------------------------- | -------------------------------------------------------- | --------- | ----------- | ---------------- |
| Bálint Alsáni     | Royaume de Hongrie  | Cardinal-prêtre de Sainte-Sabine de Rome | Administrateur apostolique de Pécs; cardinal protoprêtre | c. 1330   | Urbain VI   | 17 décembre 1384 |
| Louis de Fiesque  | République de Gênes | Cardinal-diacre de Sant'Adriano al Foro  | Administrateur apostolique de Verceil                    | c. 1350   | Urbain VI   | 17 décembre 1384 |
| Baldassarre Cossa | Royaume de Naples   | Cardinal-diacre de Sant'Eustachio        | Légat apostolique à Bologne                              | c. 1370   | Boniface IX | 27 février 1402  |

## Sources
- (en) Cet article est partiellement ou en totalité issu de l’article de Wikipédia en anglais intitulé « Papal conclave, 1404 » (voir la liste des auteurs).
- (en) Sede Vacante de 1404 - Université de Nothridge - État de Californie - John Paul Adams - 25 décembre 2014
- (en) Documents relatifs au Sede Vacante de 1404 - Université de Nothridge - État de Californie - John Paul Adams - 28 octobre 2014